# Khaled Mouelhi
Pour les articles homonymes, voir Mouelhi.
Khaled Mouelhi, né le 13 février 1981 à Tunis, est un footballeur international tunisien évoluant au poste de milieu défensif. Actuellement, il occupe le poste d'entraîneur-adjoint au Raja Club Athletic.

## Biographie
Formé au Club africain en passant par les différentes sections des juniors, il signe en 2005 pour Lillestrøm SK pour une somme de 950 000 euros. En janvier 2011, il s'engage avec l'Espérance sportive de Tunis.
En 2004, il dispute les Jeux olympiques d'été de 2004 avec l'équipe olympique de Tunisie dont il est le capitaine. Le 16 août 2006, il honore sa première sélection nationale lors du match comptant pour la sixième et dernière journée de la phase qualificative à la CAN 2008 contre le Soudan (3-2).
Le 4 avril 2015, il est nommé au poste de directeur sportif à l'Espérance sportive de Tunis.

## Palmarès
- Ligue des champions de la CAF
  - Vainqueur : 2011
- Jeux méditerranéens :
  - Vainqueur : 2001
- Royal League :
  - Finaliste : 2006
- Coupe de Norvège :
  - Vainqueur : 2007
- Championnat de Tunisie :
  - Vainqueur : 2011, 2012, 2014
- Coupe de Tunisie : 
  - Vainqueur : 2011